# Berta Marsé
Berta Marsé Hoyas (Barcelona, España; noviembre de 1969) es una escritora española, analista de guiones y lectora de varias editoriales.

## Biografía
Berta Marsé Hoyas nació a finales de noviembre de 1969 en Barcelona, hija del escritor barcelonés Juan Marsé y de la extremeña Joaquina Hoyas. Cuando terminó la enseñanza secundaria empezó a trabajar en diferentes producciones cinematográficas nacionales, en los equipos de dirección y producción entre 1987 y 1993, y también en televisión y publicidad. A partir de 1996 trabajó en el sector cinematográfico como analista de guiones para varias productoras como Lola Films y Oberon Cinematográfica y en el ámbito editorial como lectora emitiendo informes para distintas editoriales como Planeta, Tusquets o Alfaguara. También ha colaborado con algunas revistas y suplementos dominicales publicando artículos de opinión. Sus cuentos han sido incluidos en diversas antologías y han aparecido en revistas como Eñe y Turia o en el diario El País, en el que también ha colaborado como articulista.

## Estilo literario
Su producción literaria está centrada en el cuento o relato corto, la mayoría con protagonistas femeninas y con un tono humorístico. El diálogo extenso y coloquial entre los personajes suele ser elemento fundamental de sus relatos, que también incluyen habitualmente elementos de sorpresa o estupor que se revelan a partir de una sucesión de malentendidos y equívocos.

## Premios y distinciones
- 2004 XXI Edición del premio de relatos Gabriel Aresti, con el cuento La tortuga

## Obras

### Cuentos
- En jaque, Barcelona, Editorial Anagrama, 2006.

- Fantasías animadas,[3] Barcelona, Editorial Anagrama, 2009.

### Obras colectivas
- Perros, gatos y lemures. Los escritores y sus animales, Madrid, Editorial Errata Naturae, 2011. Antología de cuentos
- Barcelona, Madrid, Editorial La Fábrica, 2014. Fotografías históricas. Textos de Berta Marsé y Javier Velasco.